# Йохан Албрехт II (Мекленбург)
Йохан Албрехт II фон Мекленбург (на немски: Johann Albrecht II zu Mecklenburg; * 5 май 1590, Варен; † 23 април 1636, Гюстров) е от 1608 – 1610 (под опекунство) и от 1621 г. самостоятелен херцог на Мекленбург в Гюстров, също заедно с брат му Адолф Фридрих I от 1611 – 1621 г. регент на цялото херцогство.

## Живот
Той е вторият син на Йохан VII (1558 – 1592), херцог на Мекленбург-Шверин, и на София фон Шлезвиг-Холщайн-Готорп (1569 – 1634), дъщеря на херцог Адолф фон Шлезвиг-Холщайн-Готорп и Христина фон Хесен. Баща му се самоубива на 34-годишна възраст на 22 май 1592 г.
Йохан Албрехт II е приет в литературното общество Fruchtbringende Gesellschaft. Той управлява в Шверин от 16 април 1608 г., под опекунството на херцог Карл I († 22 юли 1610), заедно с брат си Адолф Фридрих I, и наследява своя опекун на 9 юли 1611 г. През 1617 г. той става протестант.
Двамата братя поддържат тайно датската войска на крал Кристиан IV и затова Йохан Церклас Тили ги смята след 1626 г. за врагове. На 19 януари 1628 г. император Фердинанд II в Бохемия издава документ, с който взема властта на херцозите и поставя Валенщайн на тяхното място. През май 1628 г. те напускат страната и след свалянето на Валенщайн се връщат през май 1631 г. с помощта на шведска войска.
Йохан Албрехт умира малко преди да навърши 46 години и е погребан в катедралата на Гюстров.

## Фамилия
Йохан Албрехт II се жени три пъти.
(I.) На 9 октомври 1608 г. той се жени за Маргарета Елизабет фон Мекленбург (* 11 юли 1584; † 16 ноември 1616), дъщеря на херцог Христоф фон Мекленбург и втората му съпруга Елизабет Шведска, дъщеря на крал Густав Васа. Баща ѝ е син на херцог Албрехт VII. Двамата имат децата:
- Йохан Христоф (1611 – 1612)
- София Елизабет (1613 – 1676), ∞ 1635 г. херцог Август II (Брауншвайг-Волфенбютел)
- Христина Маргарета

∞ 11 февруари 1640 принц Франц Албрехт фон Саксония-Лауенбург
∞ 6 юли 1650 Христиан Лудвиг I, херцог на Мекленбург [-Шверин] (развод 1663)
- Карл Хайнрих (1616 – 1618)

(II.) На 26 март 1618 г. той се жени за Елизабет фон Хесен-Касел (* 24 май 1596; † 16 декември 1625), дъщеря на ландграф Мориц фон Хесен-Касел и Агнес фон Солмс-Лаубах. Бракът е бездетен.
(III.) На 7 май 1626 г. той се жени трети път за Елеонора Мария фон Анхалт-Бернбург (* 7 август 1600; † 17 юли 1657), дъщеря на княз Христиан I фон Анхалт-Бернбург и Анна фон Бентхайм-Текленбург. Двамата имат децата:
- Анна София (1628 – 1666), ∞ херцог Лудвиг IV фон Лигнитц
- Йохан Христиан (1629 – 1631)
- Елеонора (1630 – 1631)
- Густав Адолф (1633 – 1695)
- Луиза (1635 – 1648)

- Елизабет фон Хесен-Касел
- Елеонора Мария фон Анхалт-Бернбург (1652)